# Diamesa septima
Diamesa septima är en tvåvingeart som först beskrevs av Edwards 1922.  Diamesa septima ingår i släktet Diamesa och familjen fjädermyggor.
Artens utbredningsområde är Norge. Inga underarter finns listade i Catalogue of Life.